# Дърво с тунел
Дърво с тунел (на английски: tunnel tree) е достатъчно голямо дърво, през чийто дънер е прокаран достатъчно голям и широк отвор, обикновено с правилна форма (тунел), който позволява през него да преминават пешеходци и дори превозни средства като леки автомобили.
Пробиването на този тип тунели обикновено не е предизвикано от практически нужди (напр. да се прокара път като същевременно се запази дървото), а има за цел да превърне даденото дърво в забележителност, която да привлича туристите в местността.

## История
Тунелът или отворът в ствола на дървото може да се е образувал по естествен път поради загниване на дървесината вследствие на старост, болест или увреждане от пожар, но по-често е умишлено създаден от човека чрез разширяване и оформяне на естествено възникнала пролука или директно чрез пробиване.
Едно от най-известните тунелни дървета – гигантската секвоя Pioneer Cabin Tree в Калифорния, САЩ, известно още и като The Tunnel Tree (Дърво с тунел) първоначално разполага с голяма естествена кухина в основата си, възникнала поради увреждане от мълния или пожар и която впоследствие е разширена и оформена като тунел, за да служи като атракция за туристите.
Практиката да се пробиват тунели в стволовете на живи дървета с цел превръщането им в атракция, чрез която да се привличат туристи, е особено характерна за САЩ в края на XIX и началото на XX век. Официално нейната цел е да се насърчи природният туризъм.

## Настояще
Поради щетите, които прорязването на тунели нанася на дърветата, днес тази практика е прекратена. Някои от дърветата с прокарани през тях тунели като Wawona Tunnel Tree в Националния парк Йосемити и споменатото по-горе Pioneer Cabin Tree вече са паднали.

## Известни дървета с тунели
| Име                    | Местоположение                                     | Дървесен вид             | Забележка | Снимка                        |
| ---------------------- | -------------------------------------------------- | ------------------------ | --- | ----------------------------- |
| Wawona Tree            | гора Марипоса, Национален парк Йосемити, САЩ       | Sequoiadendron giganteum | Тунелът в ствола е прорязан през 1881, дървото пада през февруари 1969 под тежестта на снега, натрупал се в короната му | 6209-248VacYosmiteTunlTree    |
| Pioneer Cabin Tree     | Щатски парк Calaveras Big Trees, Калифорния, САЩ   | Sequoiadendron giganteum | Тунелът в ствола му е прорязан през 80-те години на 19 в., паднало след проливни дъждове през 2017                      |                               |
| Tunnel Log             | Национален парк Секвоя, САЩ                        | Sequoiadendron giganteum | Паднало през 1937, блокирайки път. Тунелът в дънера е прорязан през 1938                                                |                               |
| Chandelier Tree        | Легет Вали, Калифорния, САЩ                        | Sequoia sempervirens     | |                               |
| Shrine Drive-Thru Tree | Майърс Флет, Калифорния, САЩ                       | Sequoia sempervirens     | |                               |
| Klamath Tour-Thru Tree | Кламат, Калифорния, САЩ                            | Sequoia sempervirens     | |                               |
| California Tunnel Tree | гора Марипоса, Национален парк Йосемити, САЩ       | Sequoiadendron giganteum | |                               |
| Dead Giant Tunnel Tree | гора Tuolumne Grove, Национален парк Йосемити, САЩ | Sequoiadendron giganteum | | Tunnel tree in Tuolumne Grove |